# Naissance en 1401
Naissance
- 1397
- 1398
- 1399
- 1400
- 1401
- 1402
- 1403
- 1404
- 1405

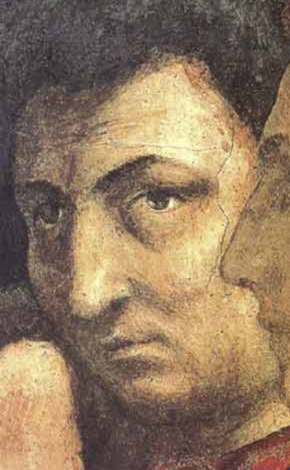
Masaccio, né en 1401.

Cette page dresse une liste de personnalités nées au cours de l'année 1401  :
- 23 mars : Albert III de Bavière, dit le Pieux, duc de Bavière.
- 12 mai : Shōkō, 101e empereur du Japon.
- 23 juillet : Francesco Sforza, condottiere, puis duc de Milan.
- 14 septembre : Marie de Castille, reine d'Aragon, de Majorque, de Valence et de Sicile, comtesse de Barcelone, reine de Naples et princesse des Asturies.
- 27 octobre : Catherine de Valois, fille de Charles VI de France et reine consort d'Angleterre.
- mi-novembre : Ludovico Trevisano, cardinal italien.
- 26 novembre : Henri Beaufort, 2e comte de Somerset.
- 21 décembre : Masaccio (Tommaso di ser Giovanni di Mone Cassai}, peintre italien.

- Charles Ier de Bourbon, duc de Bourbon et d'Auvergne.
- Nicolas de Cues (de Kues), cardinal allemand, théologien, savant et philosophe.
- Jacqueline de Hainaut, comtesse de Hainaut, de Hollande, de Zélande, dame de Frise ainsi que dauphine du Viennois.
- Adolphe XI de Holstein, co-comte de Holstein puis duc de Schleswig et comte de Holstein-Rendsburg.

date incertaine (vers 1401)
- Georges Sphrantzès, diplomate et écrivain byzantin.
- Margot la Hennuyère, joueuse de paume

## Crédit d'auteurs
- Cet article est partiellement ou en totalité issu de l'article intitulé « 1401 » (voir la liste des auteurs).